# El Observador (Uruguai)
El Observador é um jornal uruguaio, publicado pela primeira vez em 22 de outubro de 1991 e distribuído por todo o país. 